# Run with the Lions
«Run with the Lions» (с англ. — «Беги со львами») — песня литовского певца Юриюса, представленная на конкурсе «Евровидение-2019» в Тель-Авиве.

## Евровидение
Песня была выбрана для участия в национальном отборе «Eurovizijos 2019». После прохождения полуфинала, он вышел в финал, в котором был провозглашен победителем отбора после голосования среди жюри и телезрителей. Что позволило получить право представлять Литву на конкурсе «Евровидение 2019» в Тель-Авиве, Израиль.